# Deceivers
Deceivers è l'undicesimo album in studio del gruppo musicale svedese Arch Enemy, pubblicato nel 2022.

## Tracce
Musiche di Michael Amott e Daniel Erlandsson eccetto dove indicato.
1. Handshake with Hell – 5:39 (testo: Alissa White-Gluz)
2. Deceiver, Deceiver – 3:52 (testo: M. Amott)
3. In the Eye of the Storm – 4:09 (testo: M. Amott)
4. The Watcher – 4:58 (testo: White-Gluz)
5. Poisoned Arrow – 3:51 (testo: M. Amott – musica: M. Amott, Erlandsson, Christopher Amott)
6. Sunset Over the Empire – 4:03 (testo: M. Amott)
7. House of Mirrors – 3:40 (testo: White-Gluz – musica: M. Amott, C. Amott)
8. Spreading Black Wings – 4:46 (testo: M. Amott)
9. Mourning Star – 1:37
10. One Last Time – 3:49 (testo: M. Amott)
11. Exiled from Earth – 4:45 (testo: White-Gluz)

- Tracce Bonus

1. Into the Pit (Fight cover) – 3:52 (Rob Halford)
2. Diamond Dreamer (Picture cover) – 3:53 (Picture)

## Formazione
- Alissa White-Gluz – voce
- Michael Amott – chitarra
- Jeff Loomis – chitarra
- Sharlee D'Angelo – basso
- Daniel Erlandsson – batteria, tastiera, effetti